# Scoliaxon mexicanus
Scoliaxon mexicanus är en korsblommig växtart som först beskrevs av Sereno Watson, och fick sitt nu gällande namn av Edwin Blake Payson. Scoliaxon mexicanus ingår i släktet Scoliaxon och familjen korsblommiga växter. Inga underarter finns listade i Catalogue of Life.